# Maurice Hemelsoet
Maurice Constant Maria Hemelsoet (* 8. März 1875 in Gent; † 29. Dezember 1943 ebenda) war ein belgischer Ruderer, der 1900 Olympiazweiter wurde und siebenmal bei Europameisterschaften siegte.

## Sportliche Karriere
Maurice Hemelsoet ruderte für die Koninklijke Roeivereniging Club Gent. Dieser Verein stellte mehrfach den Achter, der Belgien bei den Europameisterschaften vertrat. Von 1897 bis 1910 gewann der belgische Achter zwölfmal den Titel bei den Europameisterschaften, lediglich 1905 und 1909 siegte das französische Boot. Maurice Hemelsoet saß 1897, 1899, 1900 und 1901 im siegreichen Boot. Im Vierer mit Steuermann gewann Hemelsoet von 1898 bis 1900 drei Europameistertitel.
Bei den Olympischen Sommerspielen 1900 in Paris traten im Achter insgesamt fünf Boote an, darunter der Achter aus Gent. Da das französische Boot im Vorlauf aufgab, erreichten alle Boote, die im Vorlauf das Ziel erreichten, auch das Finale. Im Finale siegte das Boot vom Vesper Boat Club aus Philadelphia, mit sechs Sekunden Rückstand belegte der Achter aus Gent den zweiten Platz.